# Beyond Divinity
Beyond Divinity est un jeu vidéo de rôle développé par Larian Studios en 2004 sur PC. Il s'agit de la suite de Divine Divinity.
Le joueur y incarne un paladin qui a été envoyé dans un monde parallèle par un nécromancien. Le paladin, auquel est lié un chevalier noir, devra réussir à rejoindre son monde d'origine et se défaire de ce dernier.
Le jeu est divisé en quatre actes où le joueur rencontre des troupes du chaos, des lutins, des élémentaires, des démons ainsi qu'une multitude de différents monstres.
Son fonctionnement est très proche de son prédécesseur. Il se base sur le gain d'expérience, d'or et de divers artefacts, que l'on emporte à l'aide des nombreuses quêtes et sous-quêtes ou en affrontant les multiples ennemis rencontrés.
De plus, le joueur est aussi mêlé à une très forte intrigue qui n'est pas sans rapport avec le précédent jeu.